# Усть-Суетка
Усть-Суетка — исчезнувшее село в Суетском районе Алтайского края России. Располагался на территории современного Нижнесуетского сельсовета. Точная дата упразднения не установлена.

## География
Располагалось в 8 км к югу от поселка имени Владимира Ильича, на левом берегу реки Суетка.

## История
Согласно Списку населенных мест Томской губернии за 1911 год село Усть-Суетка Леньковский волости Барнаульского уезда расположено на реке Суетка. Число хозяйств — 93, число наличных душ мужского пола — 170, женского пола — 162, в селе имеется хлебозапасный магазин, маслодельный завод.
В Списке населенных мест Сибирского края за 1928 год указано, что село Усть-Суетка Знаменского района Славгородского округа основано в 1800 году. В селе имеется сельский совет, школа, число жителей мужского пола — 333, женского 397.
В 1928 г. село Усть-Суетка состоял из 139 хозяйств. Центр Усть-Суетского сельсовета Знаменского района Славгородского округа Сибирского края.

## Население
В 1926 году в селе проживало 730 человек (333 мужчины и 397 женщин), основное население — русские